# قصر البديع
قصر البديع هو قصر بُني في نهاية القرن السادس عشر، ويقع في مراكش بالمغرب. بناه السلطان السعدي أحمد المنصور الذهبي شهورا قليلة بعد تولّيه الحكم احتفالا بانتصاره على البرتغاليين في معركة وادي المخازن عام 1578. مع استمرار البناء والتزيين معظم فترة حكمه، تم تزيين القصر بمواد مستوردة من بلدان عديدة من إيطاليا إلى مالي، واختار أحمد المنصور الزاوية الشمالية-الشرقية لبناء هذا القصر الذي خُصِّصَ لإقامة الحفلات وتنظيم الاستقبالات الرسمية. كان القصر جزءًا من مجمع قصور السعديين الأكبر الذي يحتل منطقة القصبة في مراكش.
تم إهمال القصر بعد وفاة المنصور عام 1603، وسقط في النهاية في حالة خراب بعد سقوط سلالة السعديين. تم تجريد مواده الثمينة (خاصة الرخام) وإعادة استخدامها في مبانٍ أخرى في جميع أنحاء المغرب. يُعدُّ اليوم منطقة جذب سياحي رئيسي في مراكش، بالإضافة إلى مساحة عرض؛ ومن الجدير بالذكر أن منبر الكتبية معروض في هذا القصر.

## التاريخ

### خلفية
قبل عهد السلطان السعدي عبد الله الغالب (1557-1574)، أقام حكام مراكش في القصبة القديمة (القلعة) التي بناها الموحدون في أواخر القرن الثاني عشر وأوائل القرن الثالث عشر. وفقًا للمؤرخ الإسباني المعاصر مارمول كاربخال، فقد كان عبد الله الغالب، أحد عمال البناء الرئيسيين في عصره، أول من بنى قصرًا جديدًا في المنطقة التي يقع فيها قصر البديع، على طول الحافة الشمالية لقصبة الموحدين بالقرب من مسجد المنصور الموحدي وضريح السعديين. أما قصر البديع فقد شيّدهُ السلطان أحمد المنصور الذهبي (1578-1603) في أوج قوة سلالة السعديين. ربما تم تمويل بناء القصر، إلى جانب مشاريع المنصور الأخرى، من الفدية الكبيرة التي دفعها البرتغاليون بعد معركة وادي المخازن عام 1578. كانت ثروة حكم المنصور أيضًا بسبب سيطرة السعديين على تجارة السكر. وقد كان المغرب في ذلك الوقت مُصدِّرًا مهمًا للسكر تجاه أوروبا، إلى جانب منتجات أخرى مثل الحرير والنحاس والجلود. في عام 1590، شنّ المنصور حملات عسكرية إلى الجنوب أسفرت عن غزو تمبكتو وجاو في مالي، وهزيمة إمبراطورية سونغاي في معركة تونديبي. أدّى سيطرة المنصور على التجارة العابرة للصحراء الكبرى إلى زيادة وصول المغرب ليس فقط إلى الذهب، ولكن أيضًا إلى العبيد، الذين تعتمد عليهم صناعة معالجة السكر، والتي كانت ضرورية للتنافس مع تجارة السكر القادمة من البرازيل ومنطقة البحر الكاريبي (كان يسيطر عليها الأوروبيون ويعتمدون أيضًا على العبيد).

### البناء
بحسب محمد الصغير الإفراني، بدأ بناء القصر في ديسمبر 1578 (المُوافق لشهر شوال 986 هـ)، بعد أشهر قليلة من انتصار السعديين في معركة وادي المخازن، وتولي أحمد المنصور السلطة، واستغرق الأمر خمسة عشر عامًا، وانتهى عام 1593 (المُوافق لـ1002 هـ). ومع ذلك، يشير المؤرخ الفرنسي غاستون ديفيردون إلى أن «المخطط البرتغالي» لعام 1585 (وثيقة مصورة تقدم معلومات مهمة عن تخطيط قصبة مراكش في ذلك الوقت) تُظهر لنا قصرًا مكتملًا بالكامل، بينما يوجد أيضًا في الوقت نفسه سجلات شراء أحمد المنصور للرخام للبناء حتى عام 1602، قبل عام من وفاته. يشير هذا إلى أن الإنشاءات الرئيسية للقصر قد تكون قد اكتملت بحلول أوائل ثمانينيات القرن الخامس عشر، لكن المنصور استمر في تزيين القصر حتى وفاته.
كان بناء القصر مشروعًا كبيرًا. جلب السلطان عمال وحرفيين من العديد من المناطق، بما في ذلك أوروبا، للمساعدة في البناء. لدرجة أن سوقًا مزدهرًا أسّس نفسه بالقرب من موقع البناء لتلبية احتياجات العمال. كان المنصور منخرطًا في التأكد من استمرار العمل بكفاءة حتى أنه قدّم رعاية للأطفال لعماله لضمان عدم تشتيت انتباههم عن أولويات أخرى. كما تم استيراد المواد من مناطق متعددة ودول أجنبية، بما في ذلك الأعمدة الرخامية المصنعة في إيطاليا والجير والبلاستر من تمبكتو.

### الهدم
بعد سقوط السعديين وصعود سلالة العلويين، دخل القصر فترة من التدهور السريع. لا يبدو أنه تم الحفاظ عليه بعد وفاة المنصور. بينما كان السلطان العلوي الأول، الرشيد بن الشريف، قادرًا على العيش هنا لفترة وجيزة (بين سنتي 1668-1669)، بعد أقل من عشر سنوات، لم يكن خليفته إسماعيل بن الشريف على استعداد للسماح للسفراء بزيارة القصر بسبب سوء حالته.:262 بحسب الإفراني، أمر إسماعيل بن الشريف بهدم القصر وتجريده من محتوياته ومواده وزخارفه عام 1707 أو 1708 (1119 هـ)، ثم أعيد استخدامه في بناء قصره الجديد وعاصمته في مكناس. في الواقع، من المحتمل أن يكون تفكيك القصر قد حدث بشكل تدريجي مع مرور الوقت، بداية قبل عام 1707 واستمر أيضًا بعد عهده. تم العثور على العناصر المعمارية من أصل سعدي، بما في ذلك على الأرجح عناصر من قصر البديع، في عدد من المباني في جميع أنحاء المغرب وحتى في الجزائر العاصمة. على سبيل المثال، ضريح مولاي إسماعيل في مكناس وزاوية مولاي إدريس الثاني في فاس. في غضون ذلك، أصبحت أنقاض القصر موقع رعي للحيوانات، وحتى ملاذًا للبوميات.

### الوقت الحاضر
القصر اليوم هو معلم سياحي معروف. يحتوي المجمع على مساحة عرض حيث يُعرض منبر الكتبية الذي يعود تاريخه إلى القرن الثاني عشر والذي كان قائمًا في جامع الكتبية، بالإضافة إلى مساحات عرض أخرى افتتحت في عام 2018. منذ عدة سنوات يقام مهرجان مراكش للفنون الشعبية داخل القصر.

## العمارة والتخطيط

### مجمع قصر السعديين

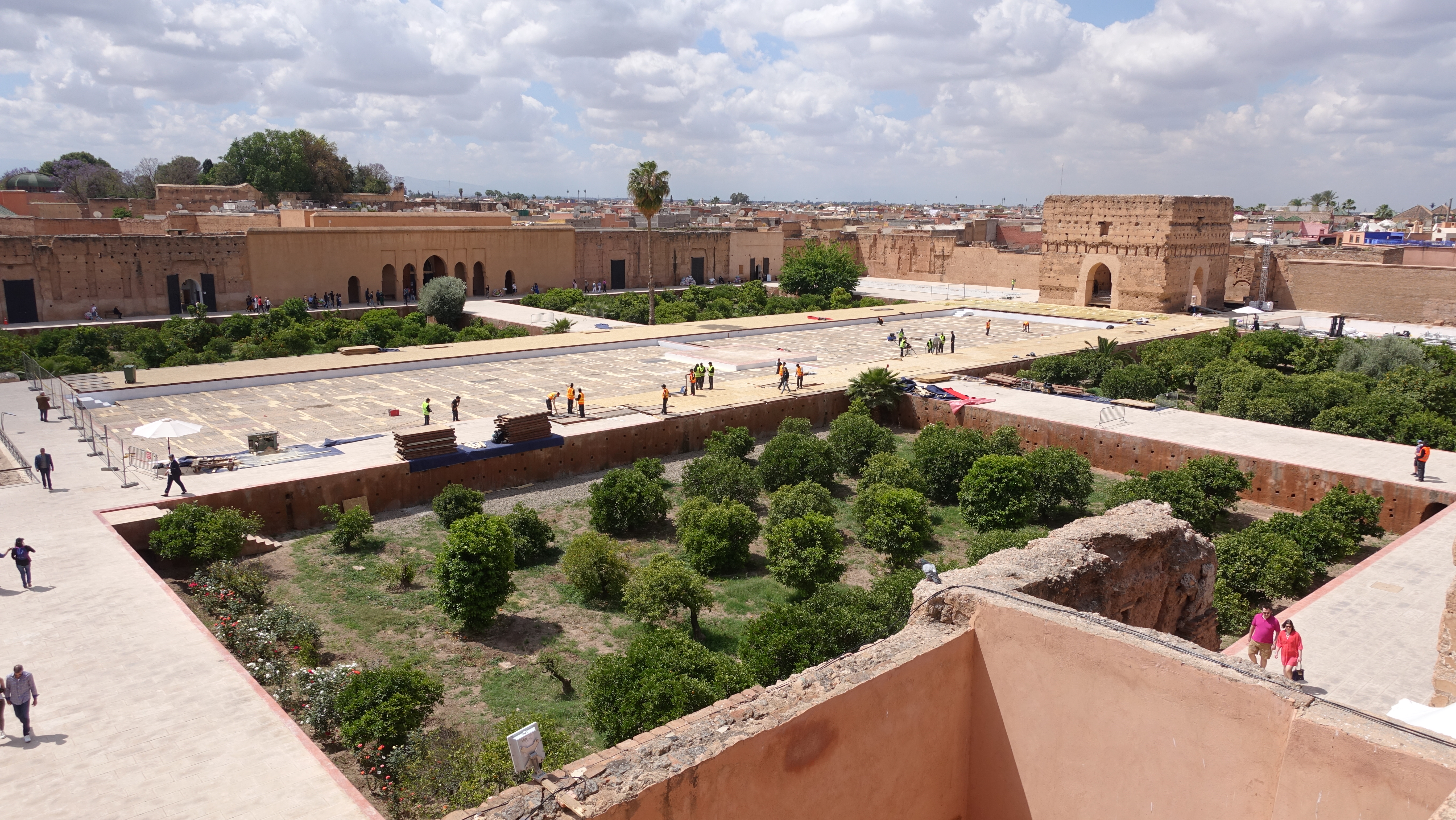
منظر عام للفناء الرئيسي لقصر البديع، ويضم حوضًا مركزيًا للمياه وأربع حدائق مغمورة كبيرة

تشكلت قصور السعديين مجمعًا بني داخل القصبة الشاسعة (القلعة) على الجانب الجنوبي من المدينة، والتي تم وضعها في الأصل خلال فترة الموحدين تحت حكم الخليفة يعقوب المنصور. من المحتمل أن تكون بعض العناصر المختلفة لقصور السعديين قد شُيدت في عهد عبد الله الغالب، في حين أضافها أحمد المنصور وزيّنها. تم الدخول إلى المجمع عبر «المشور الكبير»، وهو ساحة احتفالية واسعة أو فناء، إلى الجنوب من مسجد القصبة في العصر الموحدي. كانت البوابة الرئيسية للقصر الملكي موجودة هنا وتؤدي إلى مشور أصغر يمر منه، عبارة عن ممر طويل شرقًا للسماح بالوصول إلى مختلف مكونات القصر. على الجانب الجنوبي من هذا الممر توجد معظم الملحقات الوظيفية للقصر، بما في ذلك المطابخ والمستودعات والخزينة والإسطبلات. على الجانب الشمالي من الممر كان قصر الاستقبال الواسع، بجانب الأحياء الخاصة للسلطان وأسرته، والحمامات، والمسجد الخاص، ودار سك العملة. أخيرًا، خلف هذه الهياكل، التي احتلت الجانب الشرقي بالكامل من القصبة، كان هناك عدد من حدائق المتعة.:256 قام أحمد المنصور أيضًا بترميم حدائق أكدال الشاسعة الواقعة جنوب القصبة، والتي أنشأها الموحدين في الأصل. كان مجمع القصر والقلعة بأكمله محاطًا بأسوار محصّنة، كما في العهد الموحدي، وكما لا يزال حتى اليوم.
كانت إحدى السمات المثيرة للفضول داخل مجمع القصر هي البرج الطويل الذي تم تصويره بشكل بارز في أوصاف مراكش خلال فترة السعديين، ولكنه كان مفقودًا في الحقبة العلوية اللاحقة. من أصل غير مؤكد، قد يكون هذا المبنى عبارة عن برج مراقبة خاص يرجع تاريخه إلى سلالة الموحدين أو السعديين، ويشبه نقاط المراقبة المرتفعة الأصغر الموجودة في بعض القصور الأرستقراطية في مراكش وفاس.:267-270

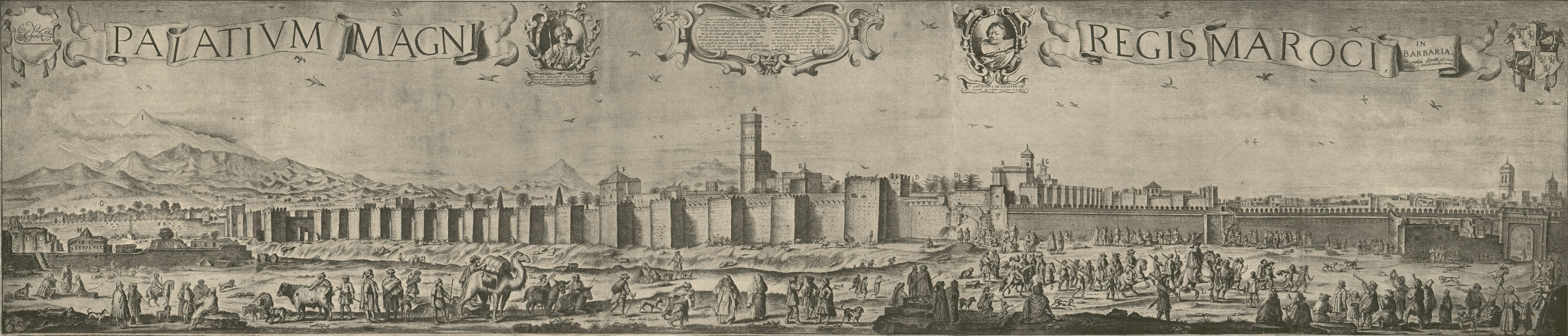
مراكش وقصر البديع. لوحة أدريان ماثام، 1640

### قصر الاستقبال: البديع

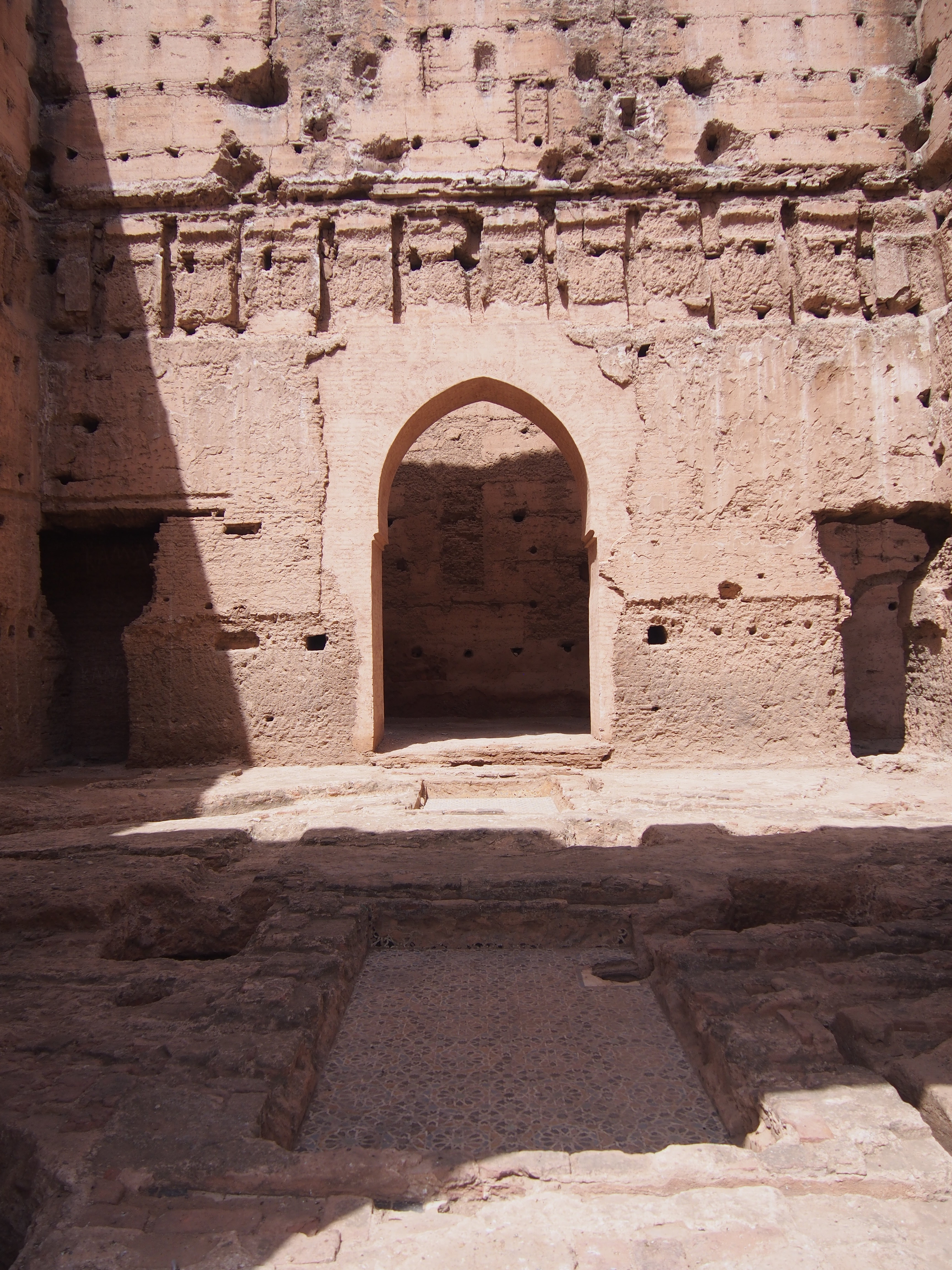
قاعة الاستقبال السابقة وغرفة العرش داخل الجناح الغربي (القبة الخمسينية). في المقدمة، توجد بقايا حوض مائي مستطيل مغطى ببلاط الزليج الفسيفسائي.

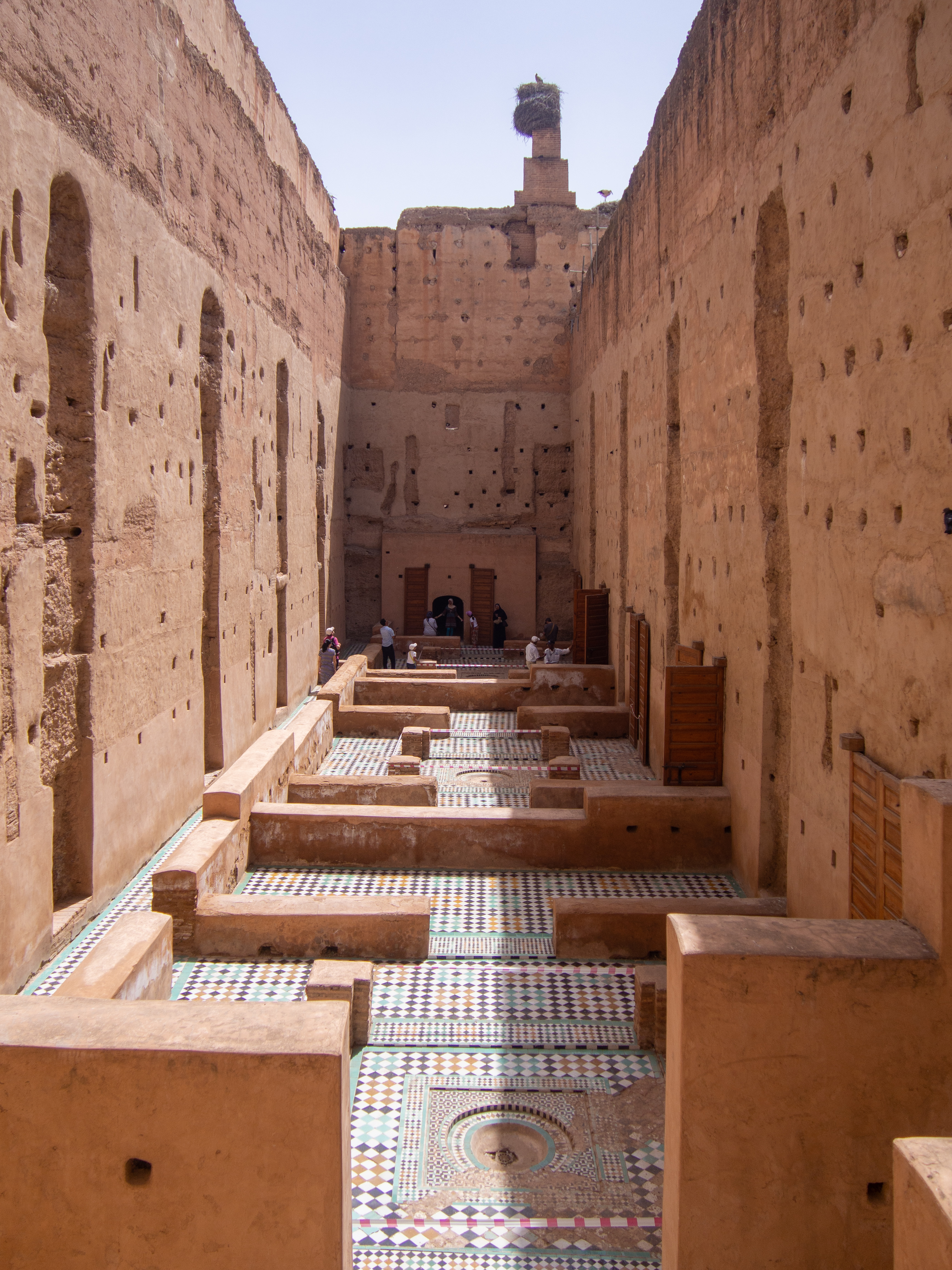
ملحق على الجانب الشمالي الغربي من القصر يحتوي على أحياء سكنية، قد تكون مُخصّصة للسفراء الأجانب

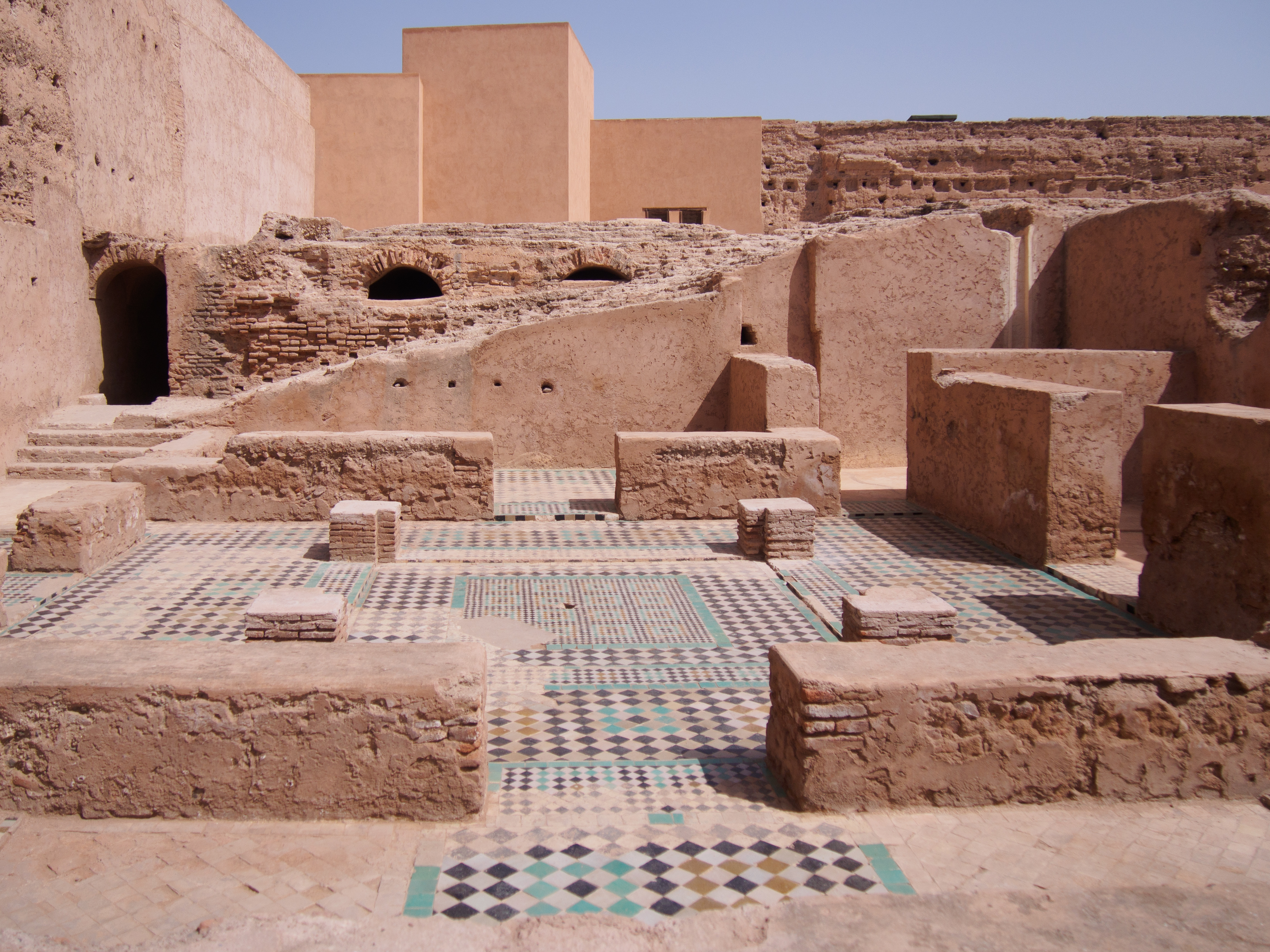
منطقة ملحقة في الجانب الجنوبي للقصر، ربما تحتوي على بقايا حمام

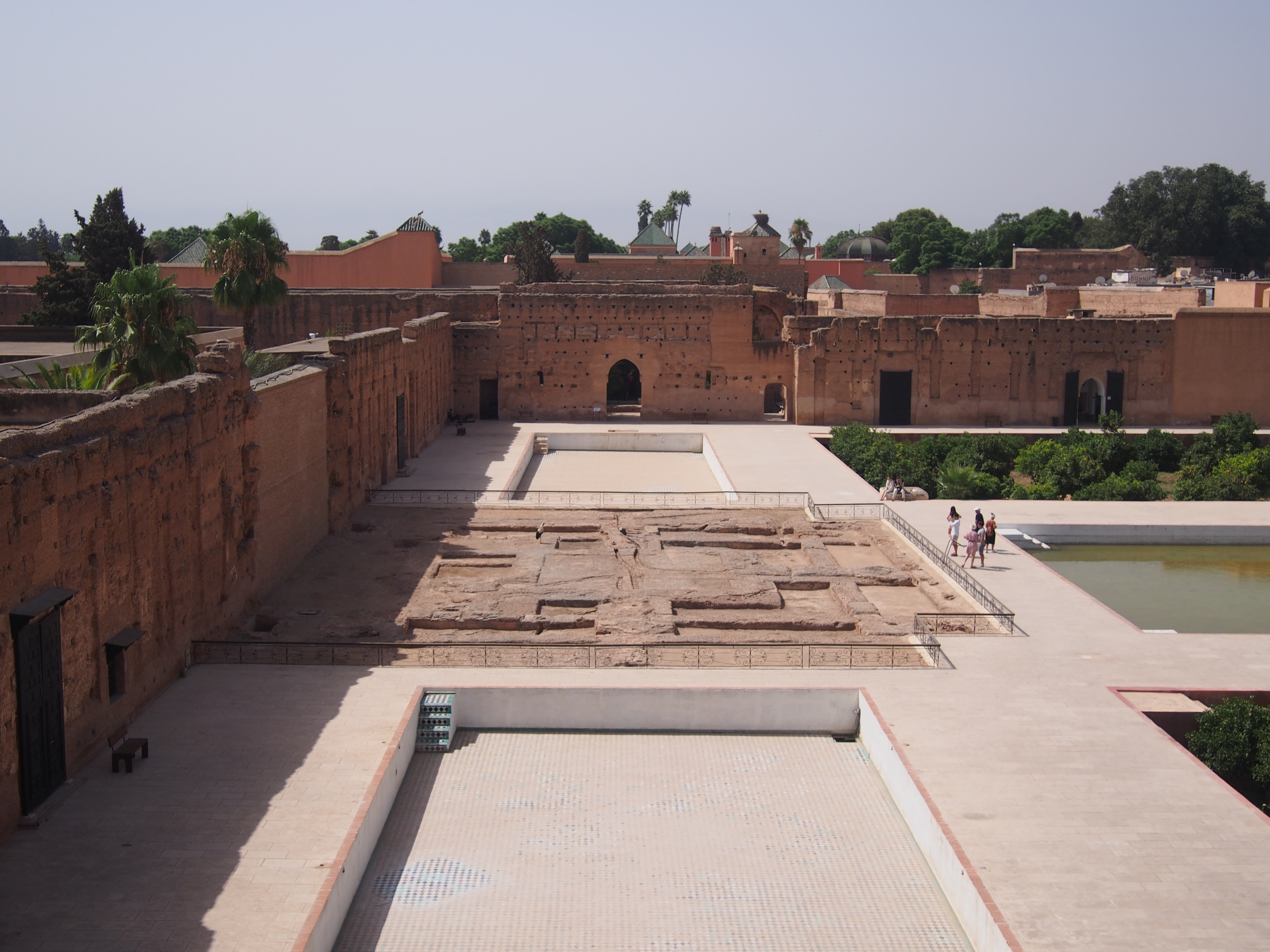
الجناح الشرقي (قبة الزجاج) لم يعد قائما اليوم ولكنه يظهر بقايا البنية التحتية للمياه الجوفية

كان قصر البديع نفسه قصر استقبال استضاف فيه السلطان أحمد المنصور الضيوف. كان القصر عرضًا فخمًا لأفضل الصناعات اليدوية في فترة السعديين، حيث تم تشييده باستخدام بعض أغلى المواد في ذلك الوقت، بما في ذلك الذهب والعقيق، مع أعمدة مصنوعة من الرخام الإيطالي يتم تبادلها مع التجار الإيطاليين مقابل وزنها المعادل من السكر. على الرغم من أن البنية الأساسية لجدران القصر كانت مصنوعة من التراب المدكوك بمزيج من الجير، إلا أن الجدران كانت مغطاة بهذه المواد باهظة الثمن وزخارف متقنة (على الرغم من أنها اليوم مكشوفة بسبب الخراب الأخير للقصر).:268 كانت الأرضيات مرصوفة بالرخام والزليج (فسيفساء البلاط)، وكانت الأسقف وتيجان الأعمدة مُذهّبة، والجدران مغطاة بزخارف جصية مع نقوش خطية. تُظهر شظايا الزليج التي تم الكشف عنها في الحفريات الحديثة في القصر أن الحرفيين السعديين ابتكروا أنماطًا هندسية أكثر تعقيدًا من تلك التي كانت موجودة في الفترات السابقة، بما في ذلك نماذج من النجوم ذات العشرين نقطة. تميزت الحدائق والمسابح المختلفة بنوافير من المياه، تُشبه العمارة المغربية لقصر الحمراء (الذي يبدو أنه كان له تأثير ملحوظ على العمارة السعديية بشكل عام) ويتطلب بنية تحتية هيدروليكية تحت الأرض من الأقبية والقنوات.
مخطط الأرضية للقصر مستطيل بشكل أساسي، تتمحور حول فناء ضخم (مقاس 135 × 110 مترًا) مع حوض سباحة مركزي (مقاس 90.4 × 21.7 مترًا).:266 كان للفناء أيضًا أربع حدائق مغمورة هائلة تم التنقيب عنها وإعادة اكتشافها في العصر الحديث، والتي تم ترتيبها بشكل متماثل حول البركة المركزية، بالإضافة إلى أربعة أحواض مائية أخرى (قياسها حوالي 30 × 20 مترًا) على طول الجانبين الغربي والشرقي من الفناء. كان هذا الترتيب في الأساس هو ترتيب حديقة الرياض (حديقة داخلية متناظرة في العمارة المغربية) على نطاق واسع. كان كل جانب من جوانب هذا الفناء المستطيل يحتوي على سرادق كبير بقبة كبيرة مزخرفة، حولها قباب وهياكل أخرى. يواجه أكبر جناحين أحدهما الآخر عند الطرفين الشرقي والغربي للفناء. كان يُعرف الطرف الغربي باسم القُبة الَخْمسينية، وسُمّيت بهذا الاسم لأنّ مساحة سطحها كانت تبلغ حوالي 50 ذراعاً. «القبة الخمسينية» هو عنوان قصيدة لعبد العزيز الفشتالي، الشاعر الحائز على جائزة بلاط السلطان أحمد المنصور. كان الجناح بمثابة قاعة استقبال أو قاعة عرش السلطان. توجد فجوة في الجدار الخلفي للغرفة تحدد المكان الذي اعتاد السلطان أن يجلس فيه. وفوق هذا التجويف يوجد نقش عربي محفور بالرخام الأسود وسط الرخام الأبيض الذي يغطي باقي الجدران. في منتصف القاعة كانت هناك نافورة محاطة بحوضين مائيين مغطين بزخرفة زليج دقيقة، تغذيها المياه المتدفقة من المنحوتات الفضية لحيوانات مثل الفهود والأسود والثعابين.:268 الجناح على الجانب الشرقي من الفناء (لم يعد قائماً اليوم) كان يُعرف باسم قبة الزجاج، أو قبة الذهب، وكان مخصصا لاستخدام السلطان الخاص. عُرف الجناح الواقع في الجانب الشمالي من الفناء باسم القبة الخضراء، وكان مكونا من طابقين مع عدد من الغرف. يحتوي الملحق على الجانب الغربي من هذا الجناح، المرصوف بالزليج ويمكن للزوار الوصول إليه اليوم، على ثلاثة أحياء سكنية ربما كانت تستخدم كأماكن للضيوف وللسفراء الأجانب. عُرف الجناح الجنوبي باسم قبة الخيزران. وخلف هذا الجناح كانت توجد حمامات تم حفرها جزئيًا ويمكن زيارة بقاياها اليوم. وبعيدًا عن الأجنحة، تم تبطين بقية محيط الفناء بمعرض يضم أقواسًا منحوتة على شكل «لامبريكين» أو «مقرنص» تشبه تلك الموجودة في بهو السباع، وفي العمارة المغربية الأخرى.

## الوصف
وبالرغم من أن القصر يوجد حاليا في حالة خراب، إلا أن هناك عدة نصوص تاريخية وتصاميم تمكننا من التعرف على هندسته ومكوناته المعمارية وزخارفه. يشير تصميم برتغالي يعود إلى سنة 1585، إلى أن القصر كان محاطا بسور مدعم في زواياه الأربعة بأبراج وأن الولوج إليه كان يتم عبر عدة أبواب تتواجد الرئيسية منها بالجهة الجنوبية الغربية.
ينتظم القصر حول ساحة مركزية كبرى تتوسطها بركة مائية كبيرة تتوفر على نافورة. وبجنباتها روضتان مغروستان بالأشجار والزهور وصهاريج مائية ذات حجم أصغر. وبوسط الضلعين الصغيرين للساحة يرتفع جناحان لم يتبق منهما إلا آثار واحد، وهما ذوا تصميم مربع وكانا مغطيين بقبة يحملهما 12 عمودا ضخما تذكرنا بتلك التي ترفع حاليا قبة القاعة الكبرى لقبور السعديين بمراكش. كانت أرضيتهما المغطاة بالزليج تتخللها برك مائية صغيرة تغذيها قواديس، مما كان يساهم في تلطيف الجو داخلهما.
وعلى الجنبات الطويلة للساحة تمتد عدة أجنحة مستطيلة تنفتح بواسطة أقواس لم يتبق منها إلا أطلالها. ومن بين أهمها تذكر المصادر قاعة الذهب، وقاعة البلور وقاعة الخيزران. أما القاعة الخمسينية التي كانت تستعمل كقاعة للاستقبالات فلا زالت قائمة بالجهة الشرقية بالقرب من المدخل الرئيسي للقصر.
وبسبب حالة الخراب التي يتواجد عليها قصر البديع حاليا، فلا تتوفر إلا عناصر قليلة تمكننا من التعرف على الزخارف التي كانت تغطي جدرانه وأرضيته وسقوفه. وتذكر المصادر من بين المواد التي استعملت لهذا الغرض الرخام، والجزع من شتى الألوان، والتيجان المذهبة والزليج المتعدد الألوان والسقوف الخشبية المذهبة، والجبس المنقوش والمصبوغ إضافة إلى النافورات والبرك المائية.

## الأهمية
يشكل قصر البديع نموذجا حيا يمكننا من التعرف على عمارة القصور خلال القرن 16 بالمغرب. فهو يحمل عدة تأثيرات أجنبية تتجسد من خلال تصميمه الأندلسي الشكل. فالأجنحة المحورية مستوحاة من ساحة الأسود بغرناطة ونجدها أيضا في صحن مسجد القرويين بفاس، والبركة المائية المستطيلة والكبيرة الحجم نجدها بساحة الريحان. أما نظام البرك والقنوات المائية داخل القاعات فنجد مثيلا لها بقصر الحمراء بغرناطة. ويفهم من هذا أن الفن الأندلسي بغرناطة ظل يمارس تأثيره على الفن المغربي خلال هذه الفترة بفضل هجرات المورسكيين الفارين من حروب الاسترداد المسيحية. ويفيد المؤرخ الإفراني في فهم بعض مصادر التأثير الأخرى حيث يذكر أن المنصور الذهبي استقدم العمال والحرفيين من كل البلاد وحتى من أوروبا كما جلب الرخام من مدينة بيز من إيطاليا، وهي طرق وتقاليد شائعة في القرون الوسطى ببلاد الإسلام.

## معرض صور

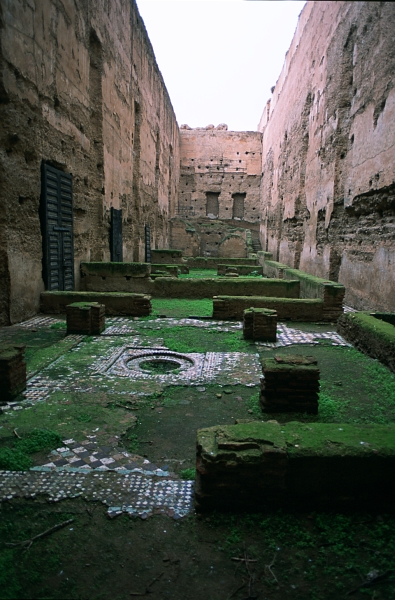
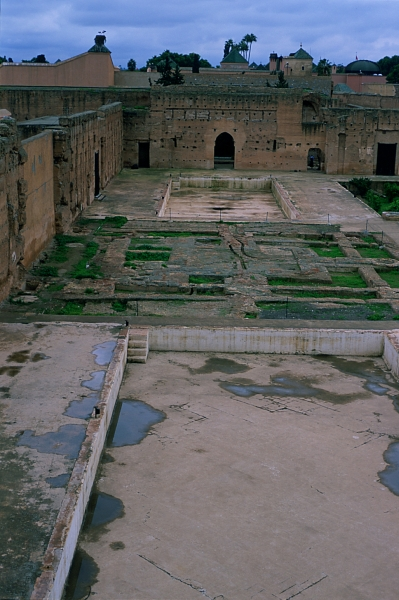
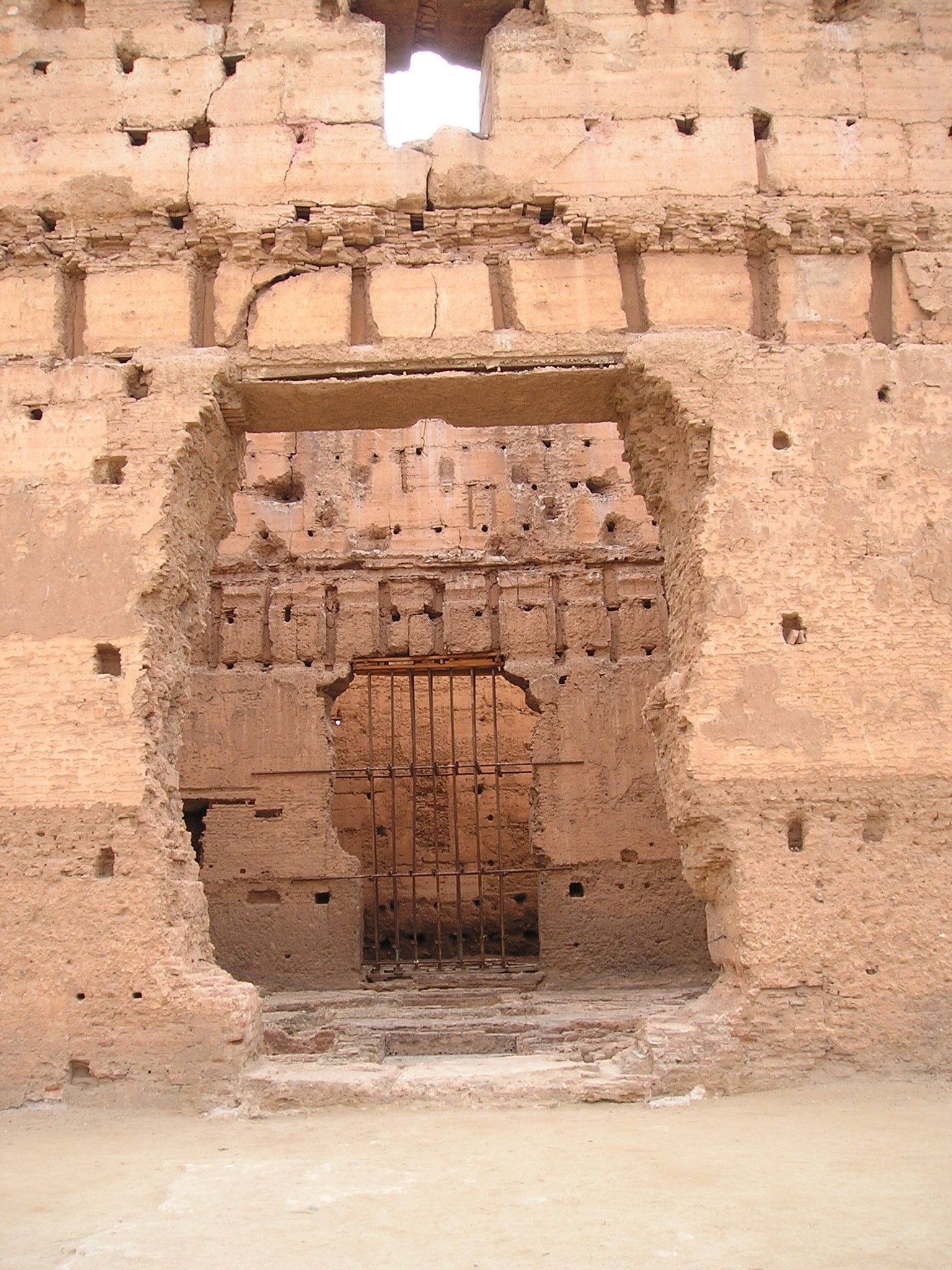
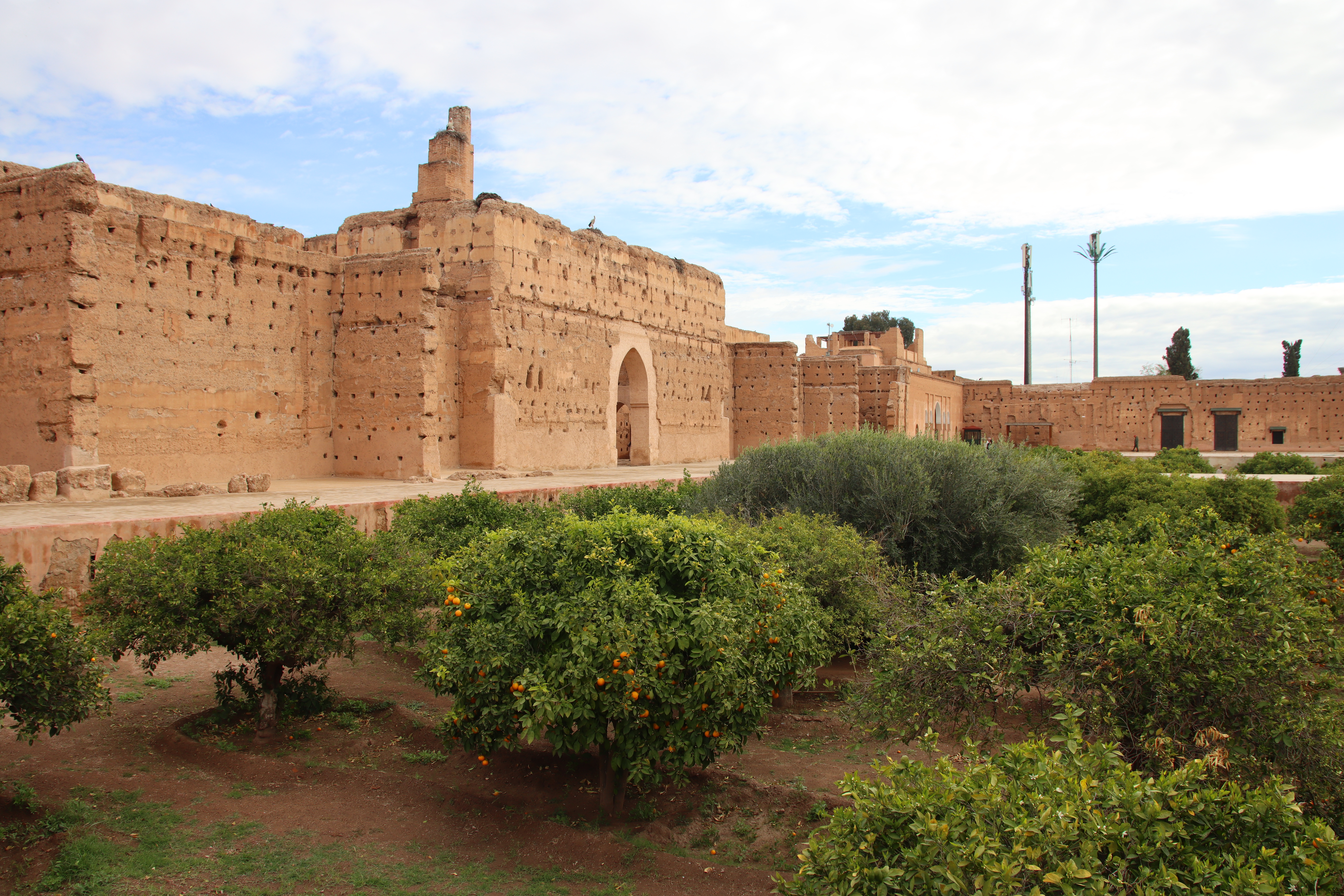
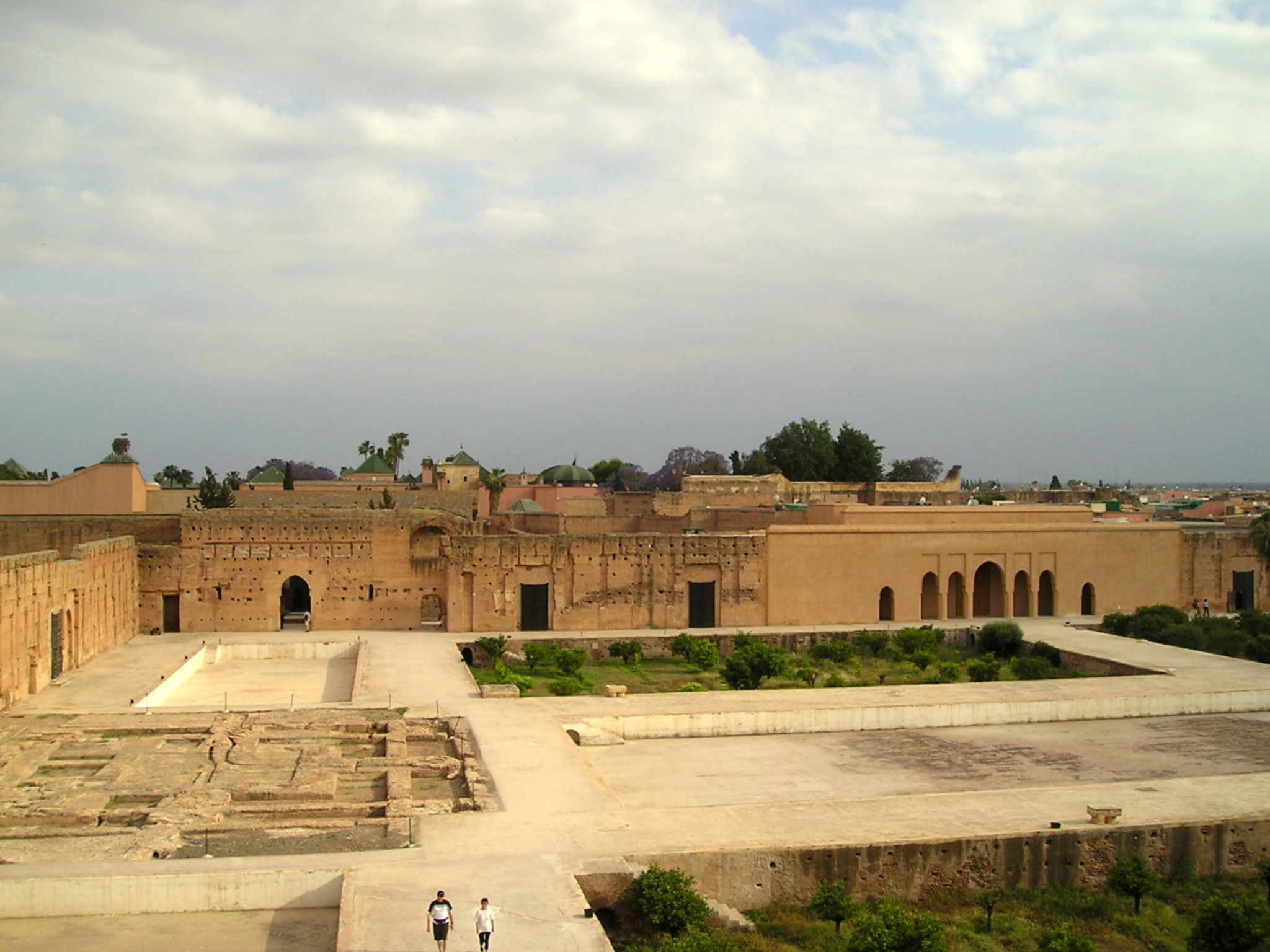
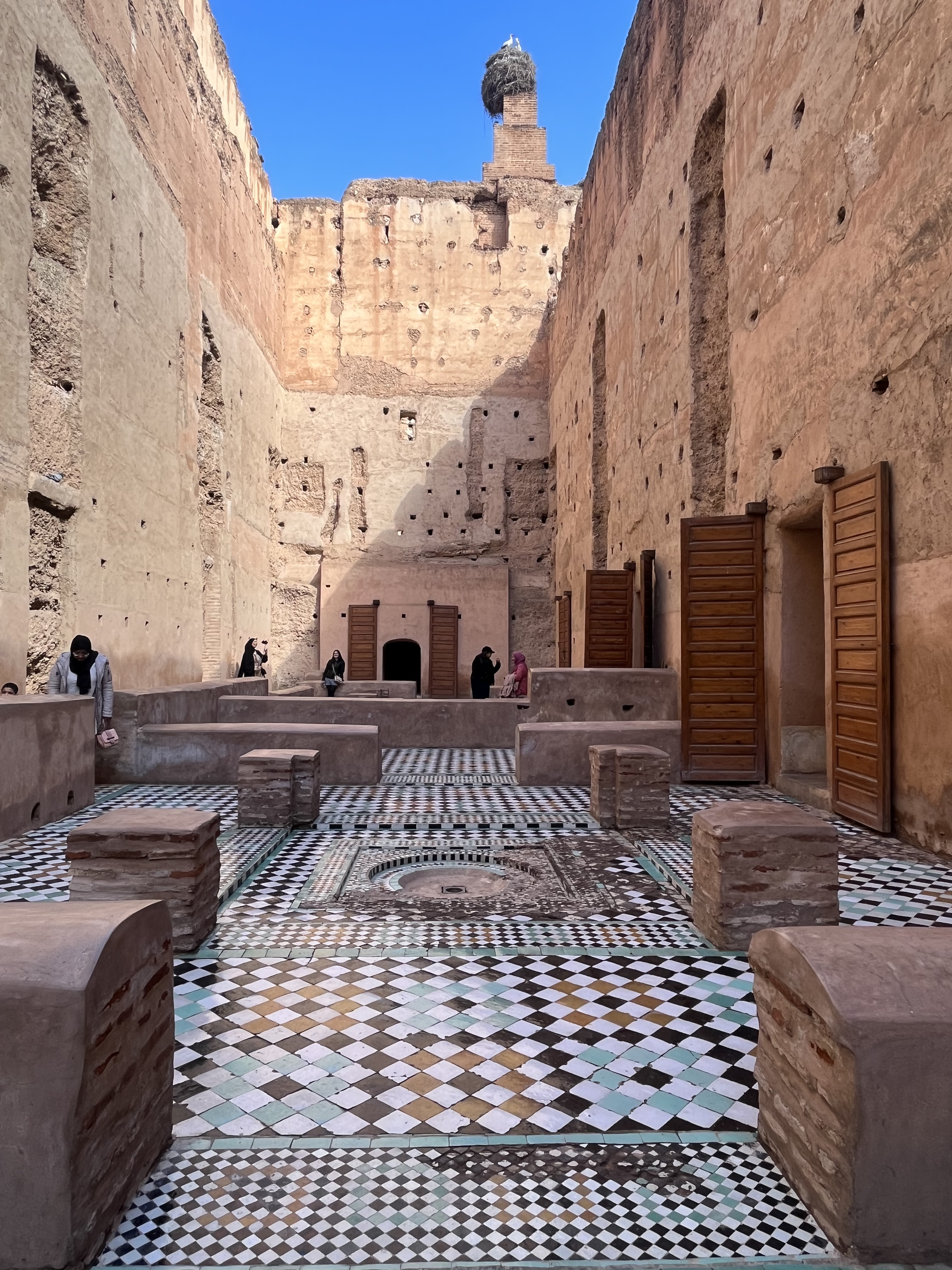
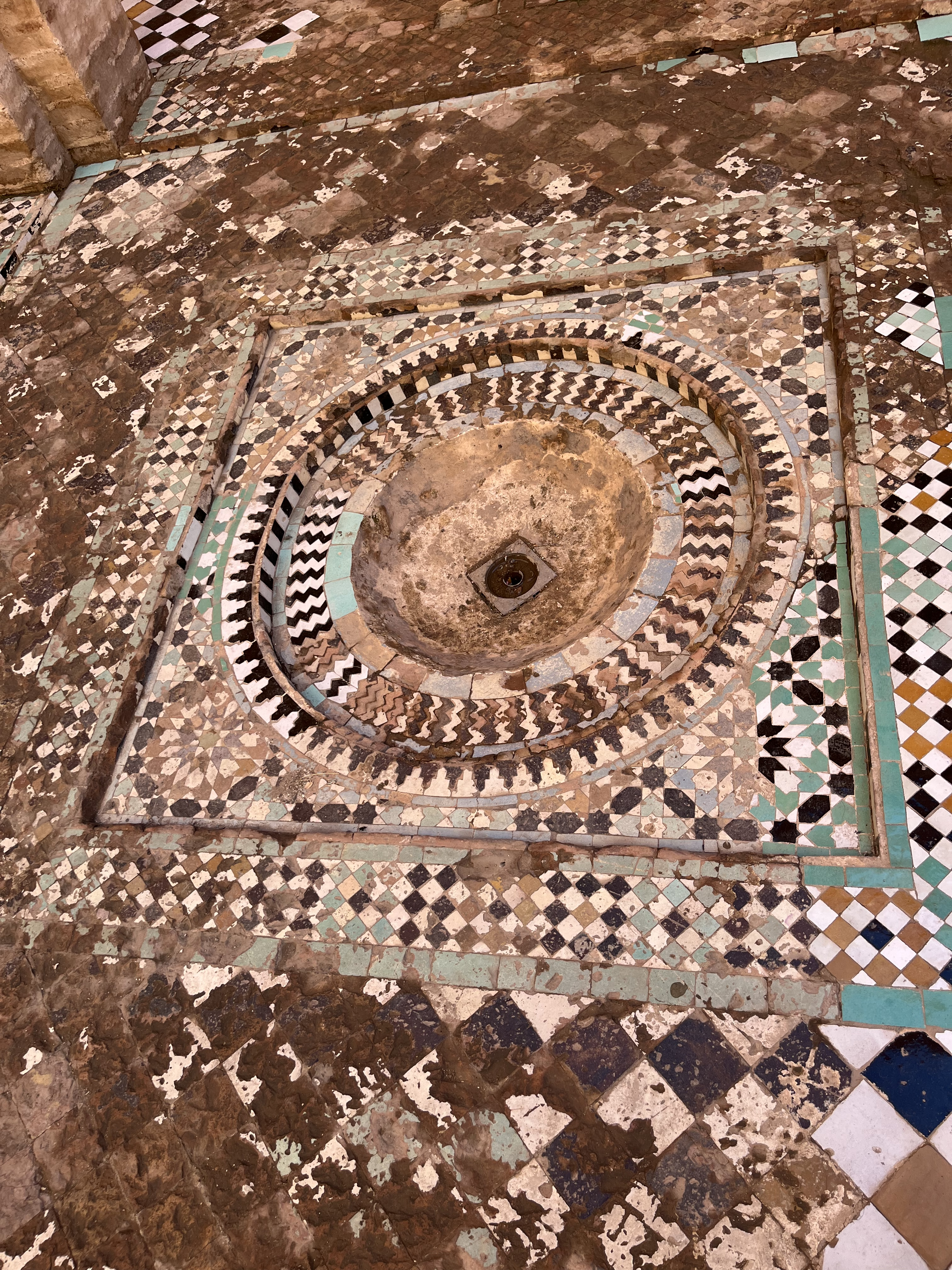
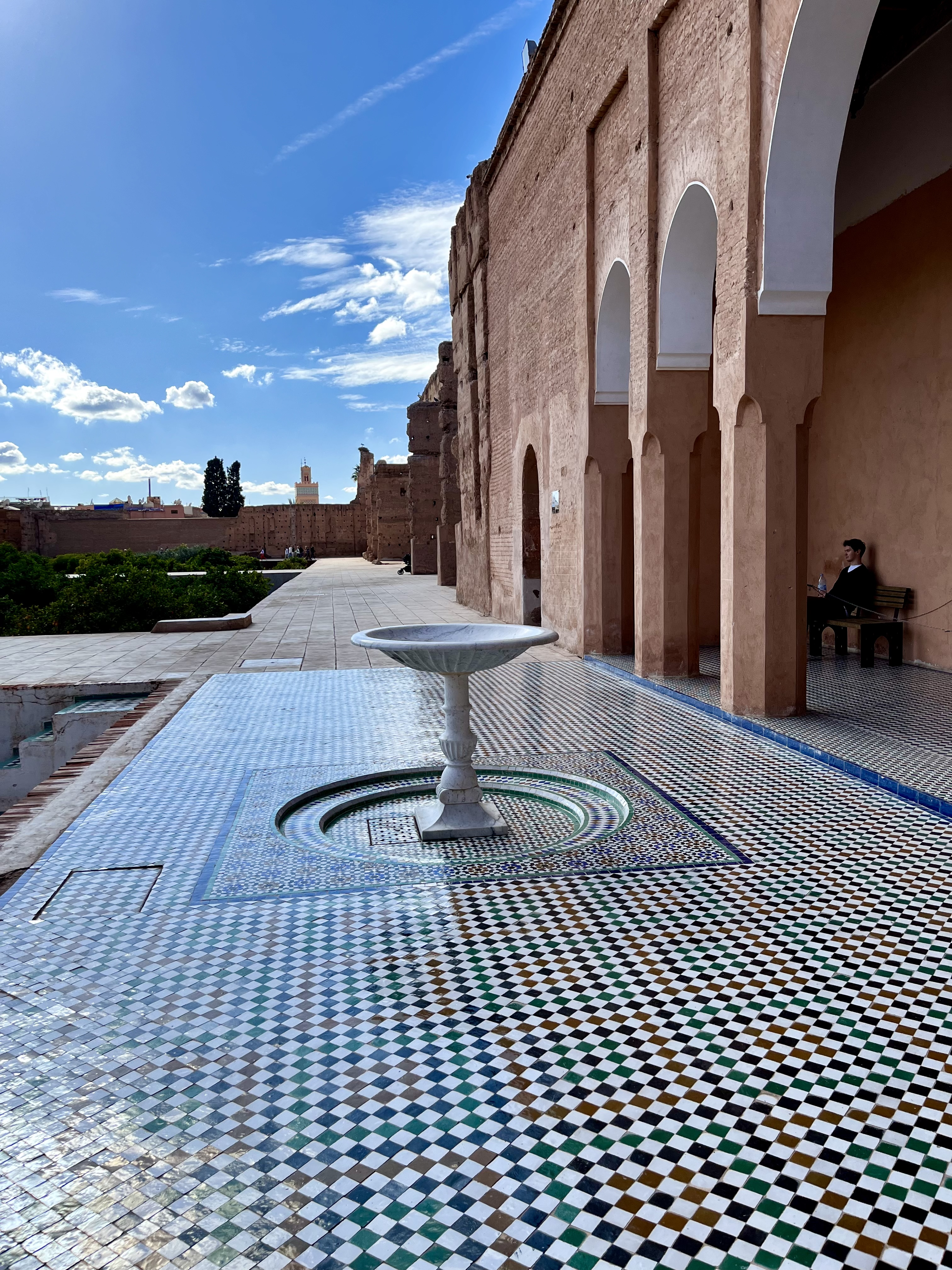
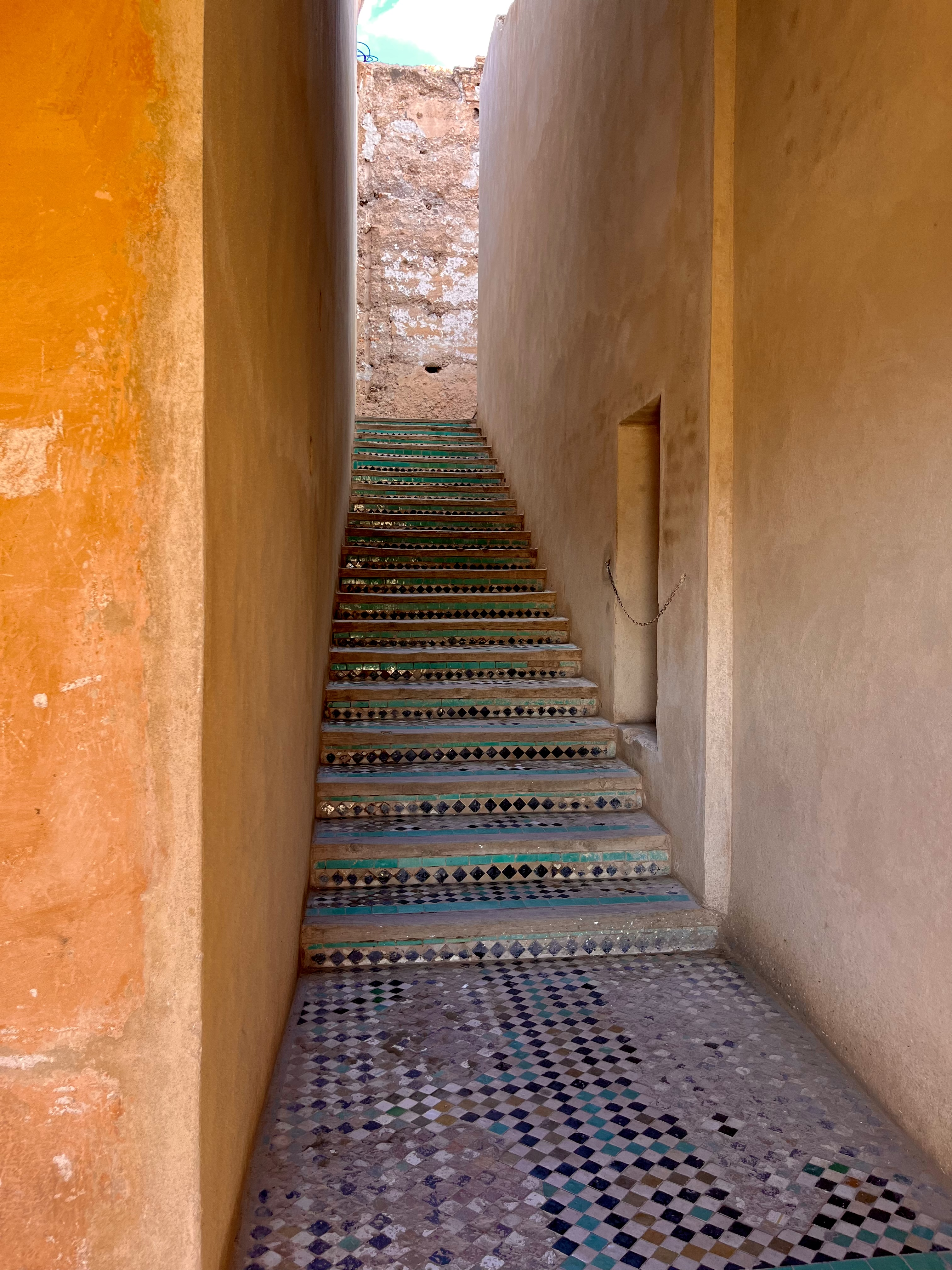
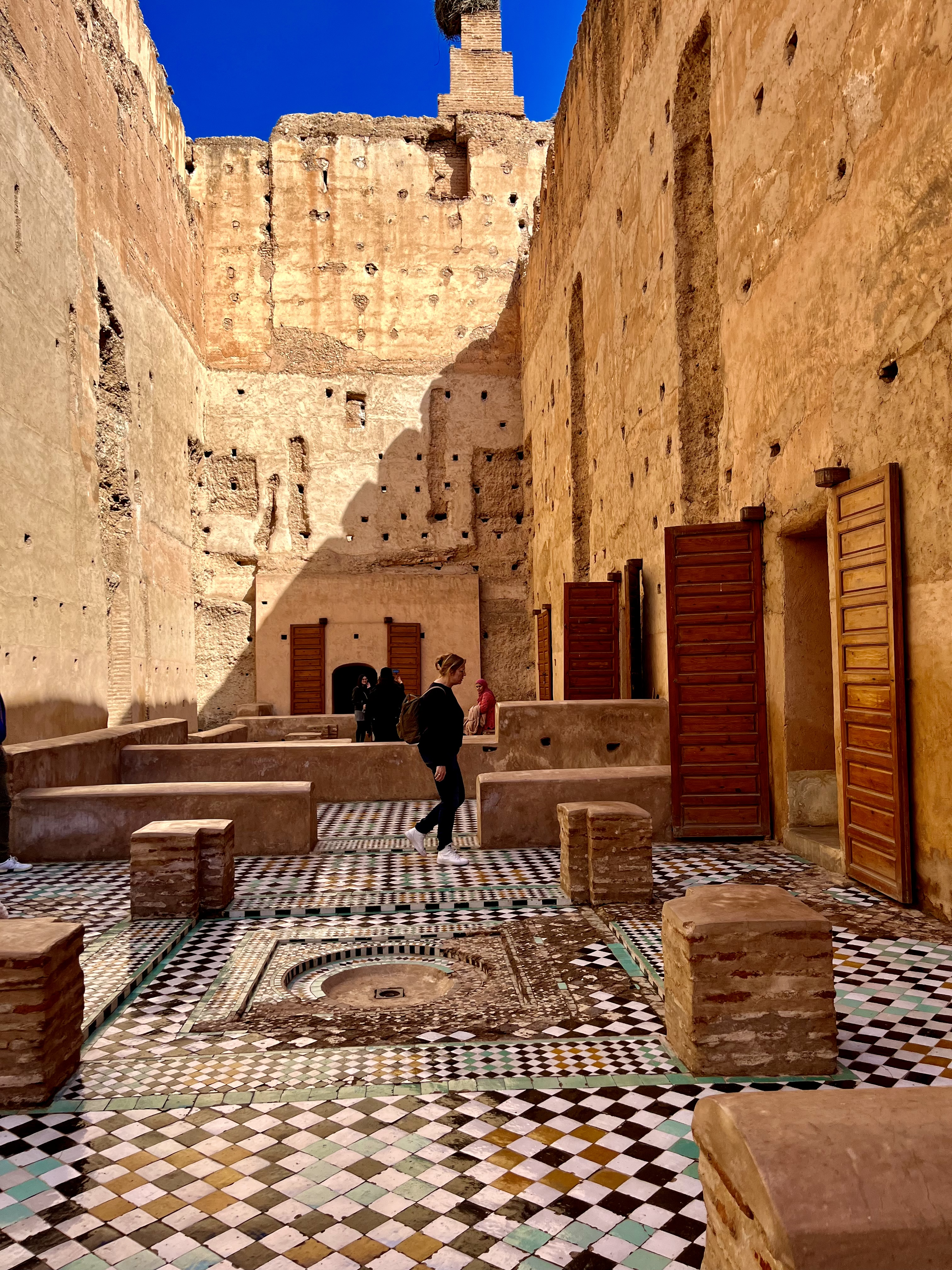
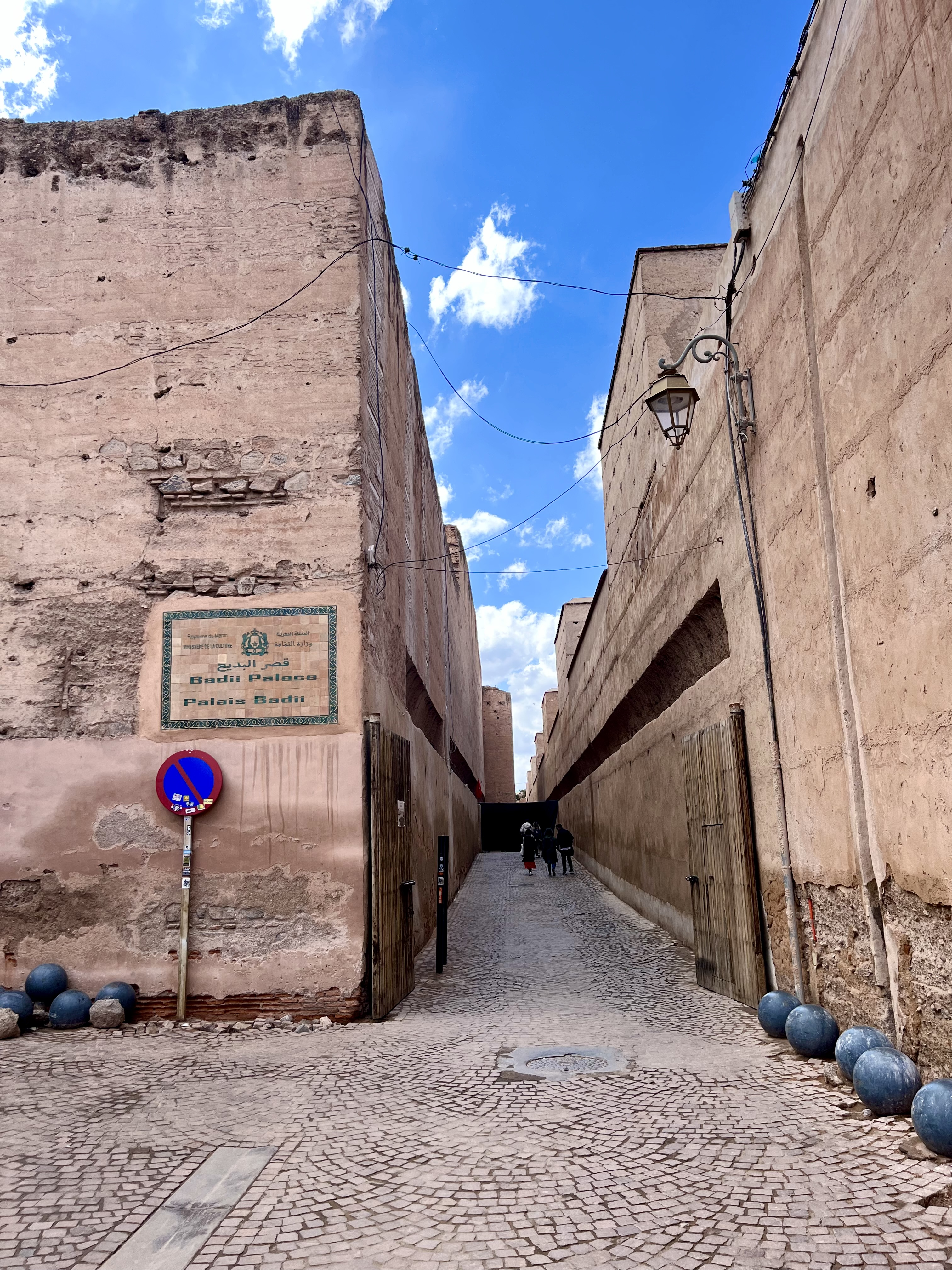
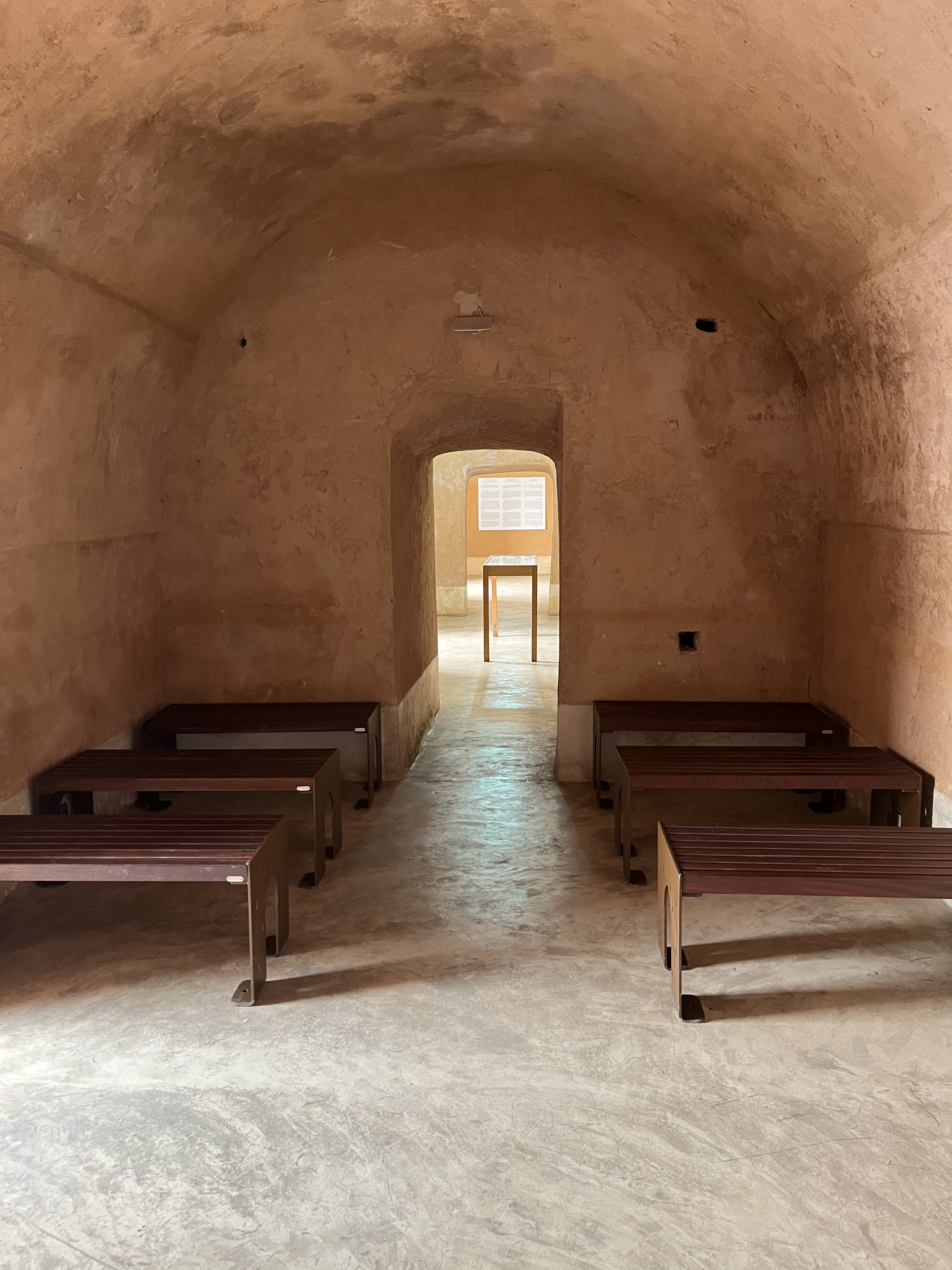